# Сульфурорганічні сполуки
Сульфу́рорганíчні сполу́ки (рос. сераорганические соединения, англ. organosulfur compounds) — елементоорганічні сполуки, що містять зв'язок атома сірки й вуглецю в молекулі, де сірка може знаходитися в різних валентних станах і бути зв'язаною також з гетероатомами: азотом, киснем та ін. (наприклад, меркаптани, полісульфіди, сульфенові, сульфінові та сульфокислоти, сульфоксиди й сульфони, сульфонієві, тіонні, сульфамідні, сульфохлоридні, тіогетероароматичні сполуки).

### Важливі представники

Важливі сульфурорганічні сполуки
Аліцин,  надає часнику його особливий запах.
(R)-Цистеїн, амінокислота, яка містить тіольну групу
Метіонін, an амінокислота, щомістить тіоетерну групу
Тіофен, сульфурвмісна Гетероциклічна сполука
Додецилсульфат натрію, детергент, що входить в багато миючих засобів
Ліпоєва кислота, важливий кофактор мітохондріальних ензимів.
Пеніцилін, важливий антибіотик.
Сульфаніламід, антибактеріальний препарат.
Іприт, бойова отруйна речовина часів першої світової війни.